# Lewis Tewanima
Lewis Tewanima (Estados Unidos, 1888-18 de enero de 1969) fue un atleta estadounidense, especialista en la prueba de 10 000 m en la que llegó a ser subcampeón olímpico en 1912.

## Carrera deportiva
En los JJ. OO. de Estocolmo 1912 ganó la medalla de plata en los 10 000 metros, con un tiempo de 32:06 segundos, llegando a meta tras el finlandés Hannes Kolehmainen, que con 31:20 segundos batió el récord olímpico, y por delante de otro finlandés Albin Stenroos (bronce).